# ひーぷー☆ホップ
『Hi-Pu-Hop!ひーぷー☆ホップ』は、毎週土曜 18:00 - 18:55 (JST) に沖縄テレビで生放送されている情報バラエティ番組である。「ラジオみたいなテレビ番組」と喧伝され、視聴者から投稿されたメールを基に番組は進められる。

## 概要
元は30分番組であったが、2009年10月3日から放送枠が拡大して55分番組になった。ただし、18:30からのスペシャル番組が放送される日には30分に短縮される他、プロ野球日本シリーズ等のスポーツ中継や臨時の報道特別番組で休止になる場合もある。
スポンサーの提供読みは、生放送でもクレジットで提供されていることが多いが、この番組はあらかじめスポンサー名が記載されているポップスタンドがあり、それをカメラに向け、ひーぷーが提供を読んでいる。
2009年10月31日には、レギュラー放送と共に沖縄テレビ開局50周年を記念し『朝まで!ひーぷー☆ホップ』と題し、深夜1時35分から早朝5:00までの約3時間半の生放送を行った。また2011年11月1日には、初の番組本である『オキナワ爆笑伝説』が発売された。
2012年4月2日深夜からは、『ひーぷー☆ホップ』本編では紹介できない下ネタやきわどい内容を紹介する番外編の『BANG☆NIGHT Hi~Pu~』が放送開始された（放送は2015年3月21日深夜放送回で終了）。
出演者がウチナーグチを喋ることが多いため、本土の人には伝わらない箇所が所々あり、番組を見た沖縄に移住したばかりの視聴者から「頑張って方言を覚えて見ます」とのメールが紹介されたこともある。
不定期にタレント・俳優・アーティストや地元のスポーツ選手がゲスト出演することがあり、スタジオ内に登場した際はセット内のピンクの柱にゲストのサインが書かれることが多い。特にOTVと番組販売での取引関係にある日本テレビ系列局のない沖縄では読売テレビの『情報ライブ ミヤネ屋』が放送されていないことから、沖縄で全く知名度がない宮根誠司を知ってもらう企画として、宮根がキャン×キャンと一緒にライブの前日にこの番組に飛び入り出演しての告知を行った。その模様を収めた『ミヤネ屋番外編 宮根誠司の沖縄で人気者になろうSP』は、読売テレビで2009年7月17日（金曜）に放送され、OTVでも同年11月28日（土曜）に放送された。なお宮根は、2010年4月からフジテレビ・関西テレビの共同制作でOTVでも放送される『Mr.サンデー』の司会者に就任したことによって、沖縄での知名度は高くなりつつある。
2020年4月11日の放送で放送600回を迎えた。
毎年12月中旬にO-1グランプリの一環として準決勝敗退者6組による敗者復活戦を当番組内で放送している。

## 出演者

### 現在の出演者
MC
- ひーぷー（真栄平仁）
- こきざみインディアン（さーねー、もーりー）
- かーこー （徳元華恋）　- 2023年10月7日～

ナレーター
- 木村匡也 - 2023年9月9日～

### 過去の出演者
MC
- 神谷美寿々（みーすー） - 初回～2010年12月25日[2]
- 前田ロマーシア（ローマー） - 2011年1月8日～2013年3月30日
- あーりー （山入端ありさ）　- 2013年4月6日～2023年9月30日[3]

ナレーター
- 三好ジェームス（元沖縄テレビアナウンサー）- ナレーター 2014年7月1日RKB毎日放送へ移籍のため
- 大城良太（沖縄テレビアナウンサー）- 2014年7月5日～2023年9月2日

## コーナー

### レギュラー
オキナワ☆爆笑伝説
視聴者からの投稿された、笑える内容のメールを紹介する。
でーじー☆MOVIEs
公開中の映画情報を紹介する。
ナカ☆コク・ギリ☆コク
商品やイベントなどの紹介。
"なま"写真
ウチナーグチ"なま"（今）の写真をコメントも添えて紹介する。

### 月1週・不定期
ウワサッサ☆ハイヤ!
視聴者が投稿した沖縄の面白い写真を紹介・調査する。
ひーぷー☆大喜利dojo
番組からのお題に寄せられた視聴者からの回答を紹介する大喜利コーナー。
ひーぷー☆ジャッジ
弁護士を交え、身近に起こるトラブルや疑問を番組独自の裁判で見解するコーナー。
わったー島グルメ開発プロジェクト
ローソン沖縄とのコラボ企画。
ひーぷー☆カー川柳
「車社会の窓全開！」をキャッチフレーズに、沖縄の車社会を詠んだ５・７・５の川柳を募集し紹介するコーナー。優秀作品の投稿者には沖縄OTMグループよりミニカーの模型が贈られる。
帰れまショッピング！
ローソン沖縄とのコラボ企画。もーりーとゲストがローソンの商品の値段を予想するコーナー。
ひーぷー☆バズガイド
SNSに拡散してほしい商品やスポットを発信するコーナー。
チョイ-1 GRAND PRIX
視聴者が投稿した15秒のショートギャグ動画を4本紹介し、その中からリツイート数の多さでグランプリを決めるコーナー。

### 過去に放送されたコーナー
あり☆ひゃっかい
書道有段者のあーりーが、視聴者から寄せられた悩みに対して、漢字一文字でアドバイスするコーナー。
コレあり！くわっちーレシピ
既婚者で2児の母となったあーりーが視聴者アイデアによるアレンジレシピを実践し試食するコーナー。
ひーぷー☆家族会議
スポンサーの沢井製薬が提供するコーナー。番組からのお題に対して視聴者から送られてきた健康法を紹介する。
ひーぷー☆裁判所
弁護士を交え、視聴者からの訴訟メールに視聴者集計が判決を下すコーナー。
オキナワ☆フォトぼけ大賞
2013年3月から開始。視聴者が撮った写真にタイトルやセリフをつけて、「ボケ」ていくコーナー。お題として採用された視聴者には、プレゼントが贈呈される。
ひーぷー☆do-画
スポンサーのNTTドコモが提供するコーナー。視聴者からの面白携帯ムービーを紹介する。応募はdocomo端末のみとなっている。「do-(どぅー)」は、沖縄の方言で「自分」という意味。
ひーぷー☆大辞典
「○○とは」というテーマを決め、ウチナーグチ(沖縄方言)の辞典を作っていくコーナー。
ひーぷー☆マップ
地域別によって異なる沖縄の方言や、地元の有名なスポット（例：好きな人に告白すると叶う場所）等、メール投稿をもとに分布図を作成し調査する。
○○があびとーたん
あの人や物が、こういうことを言ったら面白いだろうな～という内容のメールを紹介。「あびとーたん」とは、沖縄の方言で「言っていた」という意味。
天使の☆ウンチク
スポンサーのNBCグループが提供するコーナー。天使に扮したロマーシアが、結婚に関する疑問・質問に答える。アドバイザーとしてNBCグループの女性社員がいるが、この女性社員は一切しゃべらない。
RightONチェンジ
スポンサーのRightONが提供するコーナー、最新ファッションを紹介。
ハロー住マイル☆マンション
スポンサーの琉信ハウジングが提供するコーナー、視聴者からの電話での神経衰弱ゲーム
グッジョブ☆美少女
スポンサーの「沖縄県みんなでグッジョブ運動推進本部」が提供するコーナー、美少女の職場体験レポート。
MUSIX2010、MUSIX2011
沖縄県が主催する沖縄アジア国際音楽祭とのイベントタイアップコーナー
ビッグワン伝説
スポンサーのビッグワンが提供するコーナー、視聴者からのビッグな話題を紹介。
お肌焼かずに☆胸焦がせ!
スポンサーの資生堂が提供するコーナー。
新人モデル☆育成プロジェクト
新人ボーカリスト発掘。
みーすーのお天気Hi-Ho!
みーすーが提供するお天気のコーナー。みーすーが病気などで休んだ際は代役にもーりーが登場し、「もーりーのお天気Hi-Ho!」となる。
ローマー☆ニュース
視聴者から送られてきたちょっとしたニュースをローマーが紹介